# Hirslanden-Gruppe

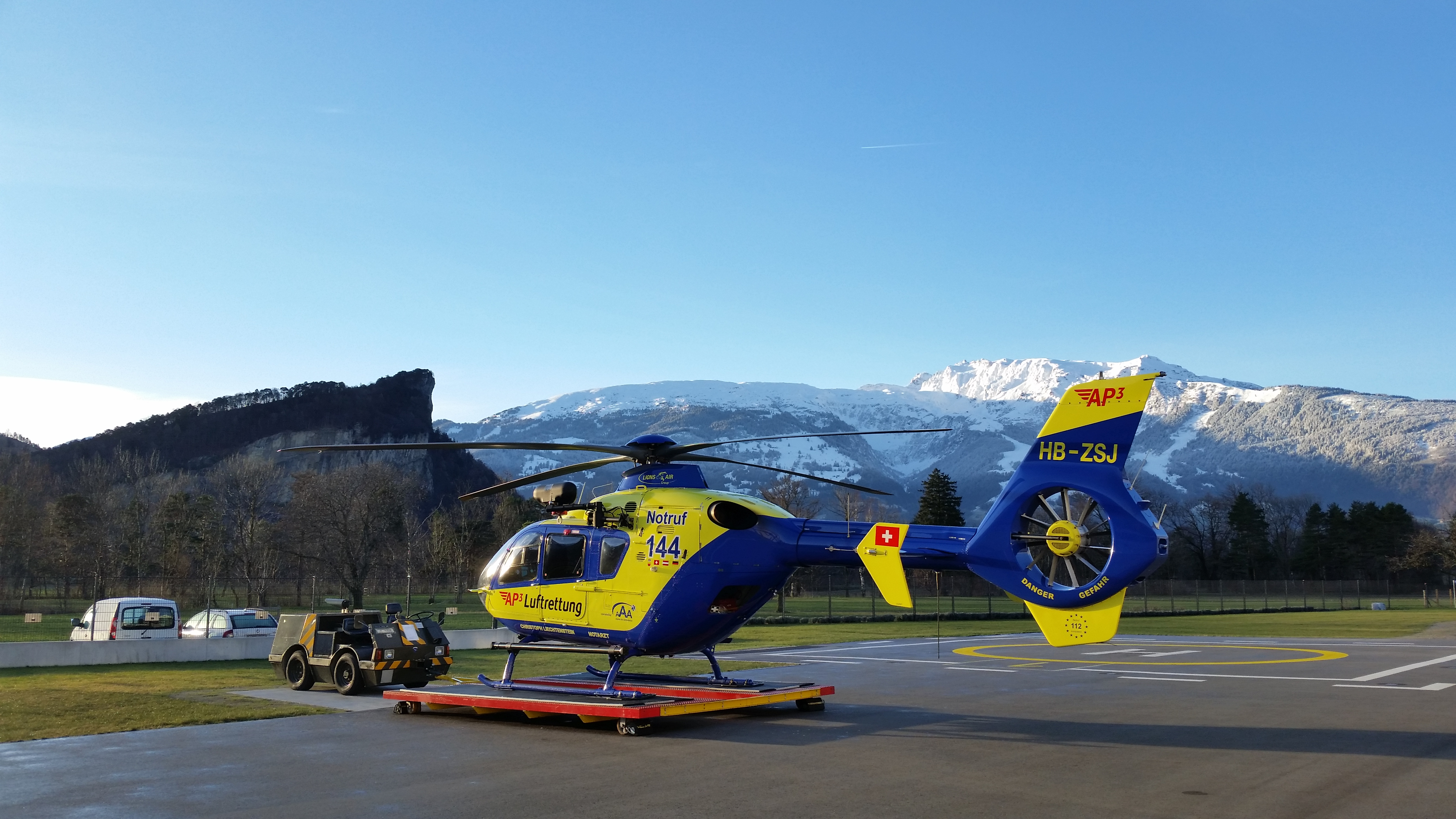
Rettungshubschrauber Christoph Liechtenstein in Balzers: Die Hirslanden-Gruppe stellt medizinisches Personal für Rettungshubschrauber.

Die Hirslanden-Gruppe ist das grösste medizinische Netzwerk der Schweiz. Die Gruppe umfasst 17 Kliniken in 10 Kantonen, viele davon mit einer Notfallstation. Sie betreibt zudem 5 ambulante Operationszentren, 19 Radiologie- und 6 Radiotherapieinstitute. Per Stichtag 31. März 2024 zählt sie 2 651 Partnerärztinnen und -ärzte sowie 10 565 Mitarbeitende (exkl. Ärzte). 112 008 Patienten wurden an 446 623 Pflegetagen stationär behandelt. Der Patientenmix setzt sich aus 52,1 Prozent grundversicherten Patienten, 27,3 Prozent halbprivat und 20,6 Prozent privat Versicherten zusammen.

## Geschichte

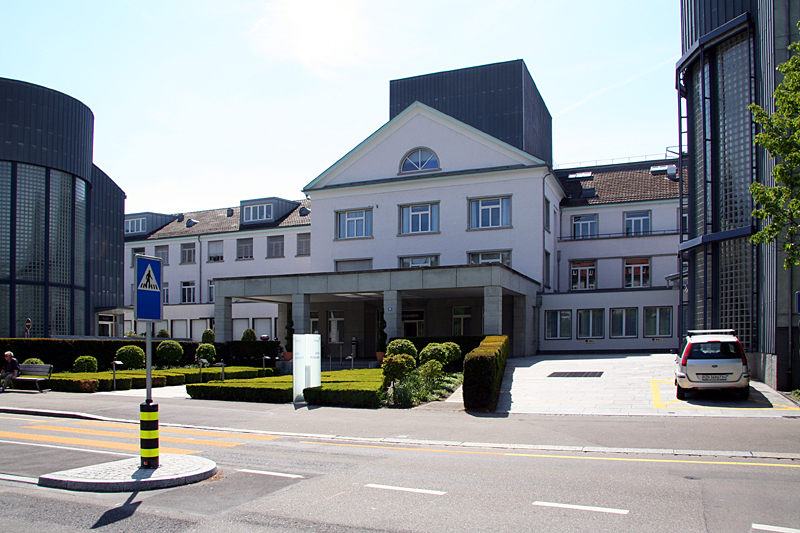
Klinik Hirslanden, Zürich

Der Name Hirslanden geht auf die 1932 eröffnete Klinik Hirslanden in Zürich zurück, welche sich damals im Quartier Hirslanden befand (heute Weinegg). Die Hirslanden-Gruppe entstand Anfang Juli 1990 aus dem Zusammenschluss der Klinik Hirslanden mit den vier – damals zur AMI-Gruppe (American Medical International) gehörenden – Kliniken Im Schachen in Aarau (eröffnet 1988), Beau-Site in Bern (eröffnet 1945), Cecil in Lausanne (eröffnet 1931) und Im Park in Zürich (eröffnet 1986). Mehrheitsaktionärin der neu gegründeten Gruppe war die UBS.
In den Folgejahren wurden zahlreiche weitere Kliniken akquiriert: 1997 die Klinik Permanence in Bern (eröffnet 1978), 1998 die Clinique Bois-Cerf in Lausanne, 2001 die Klinik Belair in Schaffhausen und die Andreasklinik in Cham, 2002 die Klinik Am Rosenberg in Heiden, die Klinik Birshof in Münchenstein und das Salem-Spital in Bern, 2005 die Klinik St. Anna in Luzern, 2010 die Klinik Stephanshorn in St. Gallen, 2014 die Klinik swissana clinic meggen in Meggen und die Clinique La Colline in Genf sowie 2017 die Privatklinik Linde in Biel/Bienne. 2018 fusionierte die Clinique La Colline mit der Clinique des Grangettes. 2019 verkaufte Hirslanden die Klinik Belair in Schaffhausen.

## Gruppenstruktur
In den Besitzverhältnissen der Gruppe kam es bisher zu drei wesentlichen Veränderungen: 2002 übernahm die englische Investorengruppe BC Partners Funds das Unternehmen von der UBS. BC Partners veräusserte die Hirslanden-Gruppe 2007 an die internationale Spitalgruppe Mediclinic International. Hirslanden wurde damit eine hundertprozentige Tochtergesellschaft von Mediclinic International, einer an der London Stock Exchange (LSE) gelisteten Aktiengesellschaft. 2023 wurde Mediclinic International durch Remgro Limited und SAS (Teil von MSC) übernommen. Im Zuge der Übernahme wurde das Unternehmen von der Börse dekotiert und in Mediclinic Group umbenannt.
2020 begann die Hirslanden-Gruppe eine Kooperation mit Medbase.
Im Mai 2020 wurde am Hauptsitz in Opfikon die Tochterfirma Hirslanden Venture Capital gegründet, die laut Handelsregister insbesondere in Startups mit innovativen Technologien und neuen Geschäftsmodellen investieren soll.

## Standorte
| Klinik                  | Ort             |
| ----------------------- | --------------- |
| Hirslanden Klinik Aarau | Aarau           |
| Klinik Beau-Site        | Bern            |
| Klinik Permanence       | Bern            |
| Salem-Spital            | Bern            |
| Klinik Linde            | Biel            |
| Andreasklinik Cham Zug  | Cham            |
| Clinique des Grangettes | Chêne-Bougeries |
| Clinique La Colline     | Genf            |
| Klinik Am Rosenberg     | Heiden          |
| Clinique Bois-Cerf      | Lausanne        |
| Clinique Cecil          | Lausanne        |
| Klinik St. Anna         | Luzern          |
| St. Anna in Meggen      | Meggen          |
| Klinik Birshof          | Münchenstein    |
| Klinik Stephanshorn     | St. Gallen      |
| Andreas Klinik Cham Zug | Zug             |
| Klinik Hirslanden       | Zürich          |
| Klinik Im Park          | Zürich          |

| Ambulante Operationszentren | Ort        |
| --------------------------- | ---------- |
| St. Anna im Bahnhof         | Luzern     |
| OPERA St. Gallen            | St. Gallen |
| OPERA Zumikon               | Zumikon    |
| Operationszentrum Bellaria  | Zürich     |
| OPERA Bern                  | Bern       |